# Chrysothyridia invertalis
Chrysothyridia invertalis är en fjärilsart som beskrevs av Pieter Cornelius Tobias Snellen 1877. Chrysothyridia invertalis ingår i släktet Chrysothyridia och familjen Crambidae. Inga underarter finns listade i Catalogue of Life.